# Западный Динь-ле-Бен
За́падный Динь-ле-Бен (фр. Digne-les-Bains-Ouest) — кантон во Франции, находится в регионе Прованс — Альпы — Лазурный Берег, департамент Альпы Верхнего Прованса. Входит в состав округа Динь-ле-Бен.
Код INSEE кантона — 0431. Всего в кантон Западный Динь-ле-Бен входит 10 коммун, из них главной коммуной является Динь-ле-Бен.
Кантон образован в 1973 году.

## Коммуны кантона
| Коммуна             | Население, чел. (2006) | Почтовый индекс | Код INSEE |
| ------------------- | ---------------------- | --------------- | --------- |
| Барра               | 148                    | 04380           | 04021     |
| Динь-ле-Бен         | 7 524                  | 04000           | 04070     |
| Ле-Кастеллар-Мелан  | 55                     | 04380           | 04040     |
| Ле-Шаффо-Сен-Жюрсон | 711                    | 04510           | 04046     |
| Мальмуассон         | 1 036                  | 04510           | 04110     |
| Мирабо              | 429                    | 04510           | 04122     |
| От-Дюи              | 32                     | 04380           | 04177     |
| Тоар                | 701                    | 04380           | 04217     |
| Шантерсье           | 774                    | 04660           | 04047     |
| Эглён               | 1 174                  | 04510           | 04001     |

## Население
Население кантона на 2008 год составляло 12 827 человек.
| 1962 | 1968 | 1975 | 1982 | 1990   | 1999   | 2006   | 2007   | 2008   |
| ---- | ---- | ---- | ---- | ------ | ------ | ------ | ------ | ------ |
| —    | —    | —    | —    | 10 778 | 11 860 | 12 584 | 12 573 | 12 827 |